# Route 167 (Québec)
Pour les articles homonymes, voir Route 167.
La route 167 (R-167) est une route nationale québécoise d'orientation nord/sud située au nord du fleuve Saint-Laurent. Elle dessert les régions administratives du Saguenay–Lac-Saint-Jean et du Nord-du-Québec.

## Histoire
À la fin des années 1920, les compagnies minières s’intéressent à la prospection dans le nord du Québec et particulièrement aux environs du lac Chibougamau. Pour y accéder, il était nécessaire de compter sur une voie de communication entre le Lac-Saint-Jean et cette région minière tant convoitée.
Grâce aux pressions exercées par les chambres de commerce, les politiciens et les minières, le gouvernement de Maurice Duplessis accepte en 1936 de construire une route d’hiver pour relier les deux régions.
Il faudra attendre en 1949 pour que la route Saint-Félicien-Chibougamau soit construite et finalisée sur une distance de 126 milles. À cette époque, la route se nomme le Boulevard Onésime-Gagnon.
En 1967, le Ministère de la Voirie réalise une étude préliminaire de la route Saint-Félicien-Chibougamau afin d’analyser les conditions de cette voie de communication et évaluer les coûts afin d’y apporter des améliorations.
En 1971, des blocus sont organisés par un comité citoyen mené par le maire de Chibougamau, Godefroy de Billy. Les citoyens réclament le pavage de la route dont 90 milles sur 171 milles sont en gravier. Claude Rouleau, sous-ministre de la Voirie, promet à ce moment que la pavage sera complété en 1975.
Asphaltée en 1976, c'est à ce moment que la route prend le nom de Route 167.

## Tracé
La route 167 relie Saint-Félicien, à l'extrémité nord-ouest du Lac Saint-Jean, à Chibougamau. Par la suite, elle devient une route en gravier à partir de l'unique route menant à Mistissini et se termine en bordure du Lac Albanel à Eeyou Istchee Baie-James. Elle est principalement une route utilisée par l'industrie forestière du nord du Québec. Les seuls services durant le trajet sur cette route sont à La Doré et Chibougamau.

## Prolongement futur
Le 1er août 2011, le gouvernement du Québec a annoncé une entente avec la société Diamants Stornoway pour réaliser le prolongement de cette route nationale de 243 km jusqu'aux monts Otish. En plus de permettre aux compagnies minières l'accessibilité au gisement Renard, la route permettra l'accès à la réserve de biodiversité projetée Albanel-Témiscamie-Otish. En mai 2012, le ministre québécois des Ressources naturelles et de la Faune, Clément Gignac, a aussi évoqué la possibilité de prolonger la 167 jusqu'à la route Transtaïga, une route de gravier qui relie les différentes installations hydroélectriques du complexe La Grande, de la route de la Baie James jusqu'au réservoir de Caniapiscau.
En février 2012, la construction du prolongement de la route a commencé. Le prolongement jusqu'à la Mine Renard a été complété en 2014 et les premières livraisons routières par camions ont eu lieu en juin 2016. La route atteint actuellement la Mine Renard, à 243 km au nord 
En 2020, un accord a été signé entre la Nation crie de la Baie James et d'Eeyou Istchee et le Gouvernement du Québec. Cet accord propose un tracé pour un prolongement de la route. La phase II du projet prévoit de relier la route 167 à la route Transtaïga, à 164 km au nord de son terminus nord actuel à la Mine Renard.

## Localités traversées (du sud au nord)
Liste des municipalités dont le territoire est traversé par la route 167, regroupées par municipalité régionale de comté.

### Saguenay-Lac-Saint-Jean
Le Domaine-du-Roy
- Saint-Félicien
- La Doré
- Lac-Ashuapmushuan (TNO)

### Nord-du-Québec
Jamésie
- Eeyou Istchee Baie-James
- Chibougamau
- Mistissini

## Intersections majeures
| MRC               | Municipalité             | km     | Destinations                                                           | Notes                                                                  |
| ----------------- | ------------------------ | ------ | ---------------------------------------------------------------------- | ---------------------------------------------------------------------- |
| Le Domaine-du-Roy | Saint-Félicien           | 0,00   | R-169 – Dolbeau-Mistassini, Saint-Félicien (Centre-ville), Roberval    |                                                                        |
| Le Domaine-du-Roy | La Doré                  | 32,80  | Limite sud de la réserve faunique Ashuapmushuan                        | Limite sud de la réserve faunique Ashuapmushuan                        |
| Le Domaine-du-Roy | Lac-Ashuapmushuan        | 178,30 | Limite nord de la réserve faunique Ashuapmushuan                       | Limite nord de la réserve faunique Ashuapmushuan                       |
| Jamésie           | Chibougamau              | 220,50 | R-113 sud – Lebel-sur-Quévillon                                        | Terminus nord de la R-113                                              |
| Jamésie           | Chibougamau              | 252,00 | Limite de la réserve faunique des Lacs Albanel-Mistassini-et-Waconichi | Limite de la réserve faunique des Lacs Albanel-Mistassini-et-Waconichi |
| Jamésie           | Chibougamau              | 252,50 | Route du Nord – Nemaska                                                | Terminus sud de la Route du Nord                                       |
| Jamésie           | Eeyou Istchee Baie-James | 304,90 | Rue Principale – Mistissini                                            |                                                                        |
| Jamésie           | Eeyou Istchee Baie-James | 411,50 | Accès au Lac Albanel                                                   | Ancien terminus nord de la R-167                                       |
| Jamésie           | Eeyou Istchee Baie-James | 444,70 | Limite de la réserve faunique des Lacs Albanel-Mistassini-et-Waconichi | Limite de la réserve faunique des Lacs Albanel-Mistassini-et-Waconichi |
| Jamésie           | Eeyou Istchee Baie-James | 506,00 | Limite de la réserve faunique des Lacs Albanel-Mistassini-et-Waconichi | Limite de la réserve faunique des Lacs Albanel-Mistassini-et-Waconichi |
| Jamésie           | Eeyou Istchee Baie-James | 545,00 | Limite de la réserve faunique des Lacs Albanel-Mistassini-et-Waconichi | Limite de la réserve faunique des Lacs Albanel-Mistassini-et-Waconichi |
| Jamésie           | Eeyou Istchee Baie-James | 654,50 | Mine Renard                                                            |                                                                        |
|                   |                          |        |                                                                        |                                                                        |